# Verbascum boerhavii

Verbascum boerhavii, popularmente llamado  gordolobo (al igual que otras especies), es una especie de la familia Scrophulariaceae.

## Descripción
Generalmente llegan a alcanzar unos 100 cm.Hierba bienal, tomentosa. Tiene tallos de (30)50-150(200) cm de altura, finamente angulosos, simples o, en ejemplares de gran talla, ramificados en la mitad inferior, a veces muy robustos, con indumento blanco-grisáceo, tomentoso-flocoso, ± denso en la base, caedizo, formado por pelos tectores verticilado-ramosos, de un pardo-rojizo. Hojas alternas; las basales 10-30 × 4-12 cm, ovadas u ovado-elípticas, por excepción lirado-pinnatisectas, netamente crenadas o dentadas, por el haz ± glabrescentes y de un verde obscuro, por el envés tomentosas o flocosas, de un verde- grisáceo, con pelos tectores verticilado-ramosos, pecíolos 3-10 cm; las medias ovado-oblongas, dentadas o crenado-denticuladas, amplexicaules, sésiles. Inflorescencia racemiforme, espiciforme o en racimo laxo o ± denso, de ordinario con fascículos ± distantes, a veces densamente dispuestos en ejemplares de gran talla, simple o con alguna rama en la base, flocosa, en el eje con pelos tectores verticilado-ramosos; brácteas 10-25(35) × 1-1,5 mm, 5-6 veces la longitud de los pedicelos, lineares, enteras o algo dentadas en los fascículos inferiores, tomentosas. Flores de ordinario 3-5 por fascículo en cada bráctea, con la principal provista de 2 bractéolas linear-lanceoladas hasta de 6 mm, por excepción todas las flores solitarias o subsolitarias; pedicelos 2-3 mm, cerca de la mitad más cortos que el cáliz, erecto-patentes, tomentosos, poco acrescentes, en la fructificación 3-4 mm y algo engrosados. Cáliz 6,5-9 mm, hendido hasta casi la base, muy tomentoso; sépalos 5-7 × 1-1,8 mm, linerar-lanceolados, agudos, enteros. Corola de 22-30 mm, zigomorfa, amarilla, pelucido-punteada, pubescente por fuera; lóbulos ± orbiculares, los superiores 9-12 × 9-12 mm, los inferiores 12-14 × 12-14 mm, todos en la base con una discreta mancha o con estrías purpúreas que pueden variar en número e intensidad, a veces muy tenues, cuyo conjunto confluye de forma anular en la garganta. Estambres 5, dimorfos; los superiores con anteras reniformes, transversales y filamentos densamente cubiertos en toda su longitud por pelos claviformes purpúreos, más pálidos bajo la antera; los inferiores con anteras de 2-2,3 mm, ± arqueadas, algo oblicuas, adnato-decurrentes y filamentos cubiertos en los dos tercios inferiores por pelos purpúreos. Ovario tomentoso; estilo 9-12 mm; estigma capitado. Cápsula 7-10 × 5-6 mm, poco más larga que el cáliz, ovoide, muy asimétrica en el ápice, cortamente rostrada, con apículo recto de c. 1,5 mm, tomentosa. Semillas 0,8-1 × 0,5-0,6 mm. Tiene un número de cromosomas de 2n = 45*.

## Distribución y hábitat
Se encuentra en los márgenes de caminos, taludes descarnados, baldíos y terrenos removidos algo húmedos y nitrificados, indiferente edáfica; a una altitud de 0-1700(2100) metros en el NW de la cuenca mediterránea –E de la península ibérica, SE de Francia, NW de Italia, Córcega y Baleares–, dudosa en el Gran Atlas. Principalmente en el cuadrante NE de la península ibérica –más rara en el SE– y Baleares.

## Taxonomía
Verbascum boerhavii fue descrita por Carlos Linneo y publicado en Mantissa Plantarum 45. 1767.
Etimología
Verbascum: nombre genérico que deriva del vocablo latino Barbascum (barba), refiriéndose a la vellosidad que cubre la planta.
boerhavii: epíteto otorgado en honor del botánico alemán Hermann Boerhaave (1668-1738).
Sinonimia
- Celsia barnadesii subsp. floccosa Porta ex Gand.
- Celsia floccosa Porta
- Lychnitis boerhavii (L.) Fourr.
- Verbascum bicolor Badarò
- Verbascum maiale var. bicolor (Badarò) Rouy in Rouy & Foucaud
- Verbascum maiale var. lanceolatum Rouy in Rouy & Foucaud
- Verbascum maiale DC. in Lam. & DC.
- Verbascum portae Willk.[3]

## Nombres comunes
- Castellano: gordolobo, gordolobo tempranero, hoja de lobo, hoja de oso, proras, torpas.[3]
- Inglés: mullein, early mullein, wolf blade, bear leaf, proras, clumsiness.